# Itálie na Letních olympijských hrách 1908
Itálii na Letních olympijských hrách v roce 1908 v Londýně reprezentovala výprava 66 mužů v 8 sportech.

## Medailisté
| Medaile | Jméno                                                                                         | Sport                | Soutěž                       |
| ------- | --------------------------------------------------------------------------------------------- | -------------------- | ---------------------------- |
| Zlato   | Alberto Braglia                                                                               | Sportovní gymnastika | Muži víceboj – jednotlivci   |
| Zlato   | Enrico Porro                                                                                  | Zápas                | muži řecko-římský lehká váha |
| Stříbro | Emilio Lunghi                                                                                 | Atletika             | Muži běh na 800 m            |
| Stříbro | Marcello Bertinetti Riccardo Nowak Abelardo Olivier Alessandro Pirzio Biroli Sante Ceccherini | Šerm                 | Družstvo mužů šavle          |